# Ernesto Paulo
Ernesto Paulo Ferreira Calainho (Rio de Janeiro, 2 de fevereiro de 1954) é um treinador de futebol brasileiro. Seu último clube foi o America-RJ, em 2014.

## Biografia
Em 1990, era o treinador do Flamengo, o qual conquistou a Copa São Paulo de Futebol Júnior
Pelas seleções de base do Brasil, em 1991, comandou o elenco que conquistou o Campeonato Sul Americano (Sub 20) e foi vice-campeão no Mundial da categoria realizado em Portugal. Também foi o treinador da Seleção Brasileira no Torneio Pré-Olímpico de 1992, realizado no Paraguai. O escrete canarinho não se classificou para o Torneio de Futebol dos Jogos Olímpicos de Barcelona
Chegou a comandar um jogo da Seleção Brasileira Principal, a 11 de Setembro de 1991, quando o Brasil foi derrotado por País de Gales por 1 a 0, no estádio Nacional Arms Park, no País de Gales.[carece de fontes?] Na ocasião, Ernesto Paulo substituiu Paulo Roberto Falcão.
Recentemente comandou o time de showbol do Flamengo. Retorna à atividade de treinador de futebol como técnico do América-RJ, em 2014. Em fevereiro de 2014, Ernesto Paulo deixou o comando do  America-RJ. Atualmente está sem clube.

## Títulos
Flamengo
- Copa São Paulo de Futebol Júnior: 1990

Brasil sub-20
- Sul-Americano Sub-20: 1991